# Luena (Hiszpania)
Luena – gmina w Hiszpanii, w prowincji Kantabria, w Kantabrii, o powierzchni 90,54 km². W 2011 roku gmina liczyła 694 mieszkańców.